# Lorenzo di Bisanzio
Lorenzo (in greco Λαυρέντιος?; ... – 166) è stato un vescovo romano, titolare della diocesi di Bisanzio dal 154 al 166. Per il suo episcopato sono proposte più date, ma le più probabili ed accreditate sono le precedenti.